# Fábrica en calle Alcoleja 4 de Alcoy
La fábrica en calle Alcoleja número 4, situada en Alcoy (Alicante), España, es un edificio industrial de estilo modernista valenciano construido en el año 1920, que fue proyectado por el arquitecto Vicente Pascual Pastor.

## Descripción
El edificio albergó la fábrica de hilados y tejidos del industrial alcoyano Bernabeu. Consta de planta baja y una altura. El edificio, de grandes dimensiones, está rematado en piedra. 
Se pueden apreciar algunos detalles modernistas en la geometría de los huecos existentes entre los ventanales de la planta baja y en la geometría de los ventanales del primer piso.
Fue rehabilitado íntegramente y actualmente alberga el Centro de Especialidades de Alcoy "la Fàbrica" de la Agencia Valenciana de Salud. Su conservación es óptima.